# Ballynaughton
Ballynaughton, auch Balinaughton, ist eine aufgegebene Ortschaft auf der schottischen Hebrideninsel Islay. Ballynaughton befand sich im Süden der Insel etwa drei Kilometer nordöstlich des Fährhafens Port Ellen und 15 Kilometer südöstlich von Bowmore, dem Hauptort der Insel. Die nächstgelegene Ortschaft war die kleine Siedlung Kilbride. Im Jahre 1841 wurden in Ballynaughton noch 38 Einwohner gezählt. Bei der Volkszählung 1851 waren es dann 34 Einwohner. Die heute erhaltenen Ruinen stammen wahrscheinlich aus dem frühen bis mittleren 19. Jahrhundert. Weitere Gebäude und Feldgrenzen waren bereits Ende des 19. Jahrhunderts teilweise verfallen. Wann die Ortschaft letztlich aufgegeben wurde, ist nicht verzeichnet.

## Umgebung
In der Umgebung von Ballynaughton finden sich viele Belege für eine frühere Besiedlung der Region. So wurde etwa einen Kilometer südwestlich eine bronzezeitliche Axt entdeckt. 200 m westlich befinden sich die Überreste eines Cairns. Dieser maß höchstens 20 m × 16 m und bestand aus drei Kammern. In einer der Kammern wurde ein Münzversteck gefunden. Ein zweiter Cairn ist in nordöstlicher Richtung zu finden, der eine Grundfläche von 29 m × 10,5 m aufweist. Anhand der Steinanordnungen der ruinösen Anlagen ist zu vermuten, dass der Cairn durch einen mittig in der Vorderfront befindlichen Eingang betreten wurde. Wie viele Kammern er einst besaß, kann heute nicht mehr nachvollzogen werden. Östlich von Loch Kilbride sind in räumlicher Nähe zwei Menhire zu finden, die eine Höhe von maximal 2,85 m aufweisen. Ein dritter Stein ist anscheinend umgefallen und liegt flach zwischen den beiden erstgenannten. Ein weiterer stehender Stein befindet sich 200 m südlich der Wüstung. Dieser ragt mit einer Grundfläche von 130 cm × 45 cm etwa 3,50 m in die Höhe und ist heute in eine Mauer integriert. Ein zweiter, umgestürzter Stein liegt wenige Meter entfernt. Aufrecht stehend besäße er eine Höhe von 3,65 m. Wenige hundert Meter nördlich von Ballynaughton auf einer Hügelkante sind die Überreste eines Forts zu finden. Dieses war von einer etwa zwei Meter mächtigen Bruchsteinmauer umfriedet, das ein trapezförmiges Areal von etwa 20 m × 16 m einschloss.